# Las Morillas-Puerto de la Torre
Las Morillas-Puerto de la Torre es un barrio perteneciente al distrito Puerto de la Torre de la ciudad andaluza de Málaga, España. Según la delimitación oficial del ayuntamiento, limita al norte y el nordeste con el barrio de Fuente Alegre; al sureste, con el barrio de Los Morales; al sur, con el barrio de Santa Isabel-Puerto de la Torre; y al oeste, con los barrios de Cañaveral, Las Morillas 2 y Salinas.

## Transporte
En autobús queda conectado mediante las siguientes líneas de la EMT: 
| Línea | Trayecto                               | Recorrido | Frecuencia                              |
| ----- | -------------------------------------- | --------- | --------------------------------------- |
| 21    | Alameda Principal - Puerto de la Torre | Recorrido | 12 minutos                              |
| N4    | Alameda Principal - Puerto de la Torre | Recorrido | 23.30, 1.00 (Alameda) 0.15 (Pto. Torre) |